# Miles of Aisles

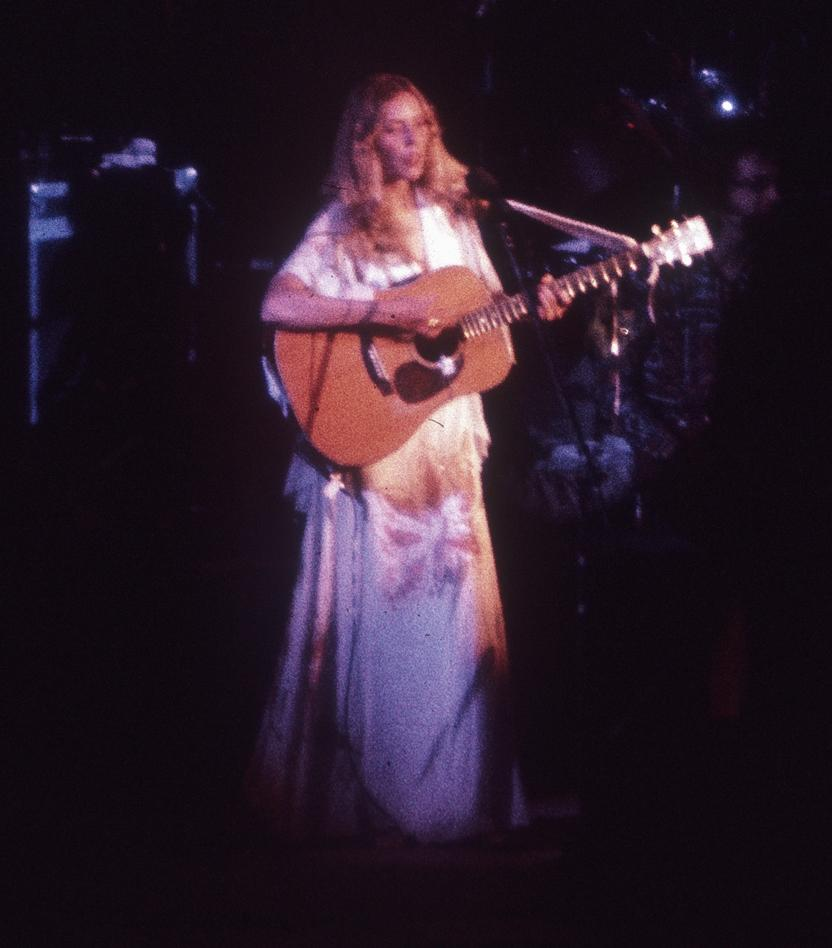
Joni Mitchell während der Court and Spark Tour, 1974

Miles of Aisles ist das erste Livealbum von Joni Mitchell, das 1974 veröffentlicht wurde. Es ist ein Doppelalbum, das die Konzerte mit ihrer Begleitband L.A. Express dokumentiert, die 1973 von Tom Scott gegründet wurde. Es erreichte Platz 2 im Billboard 200 und wurde eines ihrer meistverkauften Alben. Es wurde von der Recording Industry Association of America als gold record ausgezeichnet.

## Inhalt
Dies war Mitchells erste Tour mit Begleitband. Zuvor war sie meistens solo aufgetreten.
Sie engagierte die bestehende Jazz-Fusion-Band L.A. Express, deren Mitglieder schon auf ihrem vorherigen Studioalbum Court and Spark gespielt hatten, dem bis heute größten kommerziellen Erfolg ihrer Karriere. Der Song Big Yellow Taxi von diesem Live-Album wurde als Single veröffentlicht und wurde ihre vierte Top 40 Single.
Das Album enthält viele ihrer bekannten Songs, aber nur einen Titel aus ihrem jüngsten Album und keine der beiden Hit-Singles Help Me und Free Man in Paris. Alle Lieder bis auf zwei wurden vom 14. bis 17. August 1974 im Universal Amphitheatre in Los Angeles aufgenommen. Cactus Tree wurde am 4. März im Los Angeles Music Center aufgenommen und Real Good for Free am 2. März im Berkeley Community Theatre. Das Titelbild zeigt das Pine Knob Music Theatre in Clarkston bei Detroit.

## Titelliste
Seite 1
1. You Turn Me On, I’m a Radio – 4:09
2. Big Yellow Taxi – 3:09
3. Rainy Night House – 4:04
4. Woodstock – 4:29

Seite 2
1. Cactus Tree – 5:01
2. Cold Blue Steel and Sweet Fire – 5:23
3. Woman of Heart and Mind – 3:40
4. A Case of You – 4:42
5. Blue – 2:49

Seite 3
1. The Circle Game – 6:29
2. People's Parties – 2:42
3. All I Want – 3:21
4. Real Good for Free – 4:27
5. Both Sides, Now – 4:14

Seite 4
1. Carey – 3:30
2. The Last Time I Saw Richard – 3:35
3. Love or Money – 4:50

## Musiker
- Joni Mitchell – Gesang, Gitarre, Klavier, Hackbrett (sowie Titelfoto und Grafik)

Begleitband L.A. Express
- Max Bennett – E-Bass
- John Guerin – Schlagzeug, Perkussion
- Robben Ford – E-Gitarre
- Tom Scott – Holzblasinstrumente, Mundharmonika
- Larry Nash – Klavier